# Midtfyns Festival
Das Midtfyns Festival war ein Musikfestival in Ringe auf der dänischen Insel Fünen. Das Festival fand von 1976 bis 2003 statt und war lange Zeit das zweitgrößte Festival Dänemarks nach dem Roskilde-Festival und eines der größten Nordeuropas. Im Vergleich zum Roskilde-Festival wurde ein eher traditionelles Repertoire mit bewährten Namen präsentiert.

## Geschichte
Festivalsgründer war der dänische Gastwirt Peter Færgemann (1947–1991), der das Festival anfangs noch in seiner Gaststätte Ryslinge Kro im Ort Ryslinge (heute in der Faaborg-Midtfyn Kommune) stattfinden ließ, in dem Bands und Musiker aus der fünischen Folkszene auftraten. Die Veranstaltung gewann an Zulauf und erlebte in den 1980er Jahren ihre Glanzzeiten, in denen es sich teilweise über fünf Tage erstreckte und über Hundert Bands auftraten. Als die US-amerikanische Sängerin und Songschreiberin Tracy Chapman 1989 als Headlinerin auftrat, war das Festival mit 63.000 Gästen sogar größer als das Roskilde-Festival. Danach gingen die Besucherzahlen kontinuierlich zurück, obgleich auf dänische Größen und bekannte internationale Namen gesetzt wurde. Nachdem Færgeman im Jahr 1991 zwei Tage nach der 16. Ausgabe starb, übernahm seine Witwe Nina Færgemann das Geschäft. Sie konnte den wirtschaftlichen Niedergang nicht verhindern und verkaufte die Veranstaltung 2001 an den Sportverein Odense BK, der das Festival bereits nach zwei verlustreichen Jahren für einen symbolischen Betrag weiterverkaufte. 2002 und 2003 fanden noch rund 20.000 Zuschauer den Weg nach Ringe und für 2004 wären etwa 14.000 zahlende Festivalsgäste notwendig gewesen, um die Gewinnschwelle zu erreichen. Doch nur wenige Wochen vor der 28. Ausgabe musste der neue Eigentümer den Bankrott des Midtfyn Festivals erklären. Der ehemalige Chef des konkurrierenden Roskilde-Festivals, Leif Skov, erklärte sich den Niedergang folgendermaßen: „Der stete Weiterverkauf hat das Festival mit seinem Rummel und verschiedenster Musik in alle möglichen Richtungen laufen lassen. Vieles davon könne man an anderen Orten im Lande erleben.“ Er vermisste das klare Profil am Midtfyns Festival.
Seit dem Konkurs versuchten lokale Kräfte die Festivalsszene in Ringe wiederzubeleben und veranstalteten 2006 das Ringefestival. Mit einer Mischung aus bekannten Namen und Amateurbands sowie 1500 Besuchern konnte es aber nicht an die alten Erfolge des Midtfyns Festivals anknüpfen.